# L (artiste)
Dans ce nom coréen, le nom de famille, Kim, précède le nom personnel.
Pour les articles homonymes, voir L.
Kim Myung-soo (coréen: 김명수; est né le 13 mars 1992), communément connu sous son nom de scène L (coréen : 엘), est un chanteur et acteur sud-coréen. Il est membre du boys band Infinite formé par Woollim Entertainment. Il est aussi le chanteur principal d'Infinite F.

## Biographie

### Jeunesse
Kim Myungsoo est né le 13 mars 1992 à Séoul, Corée du Sud. Il a été à Duk-soo High School et est diplômé de Daekyung University le 15 février 2013, avec les membres Sunggyu, Dongwoo, Hoya et Sungyeol spécialisé dans la musique. Il a un frère plus jeune nommé Moonsoo. Il est connu pour avoir joué dans le drama ''One More Time''.

### Carrière

#### Infinite
L est intégré dans le boys band Infinite comme chanteur et visuel. Il apparaît en tant que membre du groupe avec la sortie de "Come Back Again" pour le mini-album First Invasion en 2010.

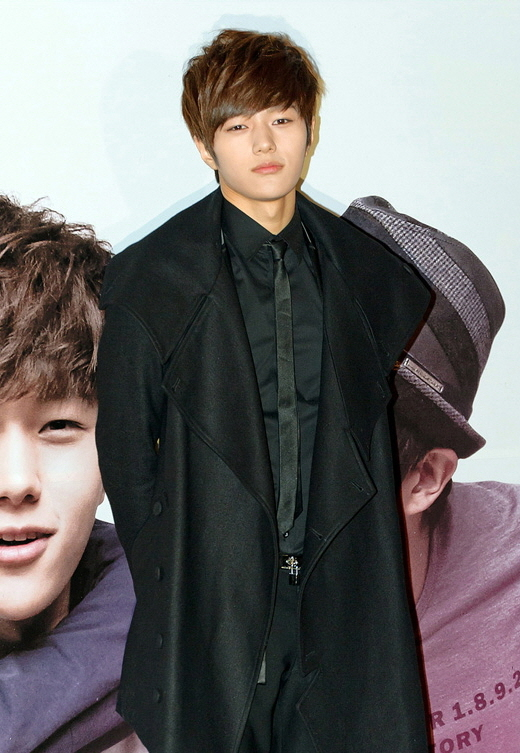
L en 2012.

#### Photographie
Le 15 mai 2013, L sort son premier livre photo nommé, "L's Bravo Viewtiful", montrant des photos prises par lui sur un voyage de 93 jours. Le livre est sorti en deux versions - une coréenne et une japonaise. Le best-seller arrive à la 1re place des pré-commandes de librairies en ligne comme YES24 et Kyobo, et presque la totalité des exemplaires ont été vendues le jour de sa sortie.
Woollim Entertainment sort "L's Bravo Viewtiful Part 2" le 25 septembre 2013 en Corée et le 28 septembre 2013 au Japon. Comme pour son prédécesseur, le livre fait partie de la liste des Best-Seller.

## Discographie

### Singles promotionnels
| Année | Album                                | Titre              | Artiste(s)              |
| ----- | ------------------------------------ | ------------------ | ----------------------- |
| 2012  | tvN Shut Up Flower Boy Band OST      | "Love U Like U"    | Duo avec Kim Ye Rim     |
| 2013  | L's Bravo Viewtiful Fansigning Event | "It's All For You" | Chanson qu'il a composé |

### Sources
- (en) Cet article est partiellement ou en totalité issu de l’article de Wikipédia en anglais intitulé « L (Korean singer) » (voir la liste des auteurs).